# Juncus sorrentinii
Juncus sorrentinii là một loài thực vật có hoa trong họ Juncaceae. Loài này được Parl. mô tả khoa học đầu tiên năm 1857.